# Ageo-shuku

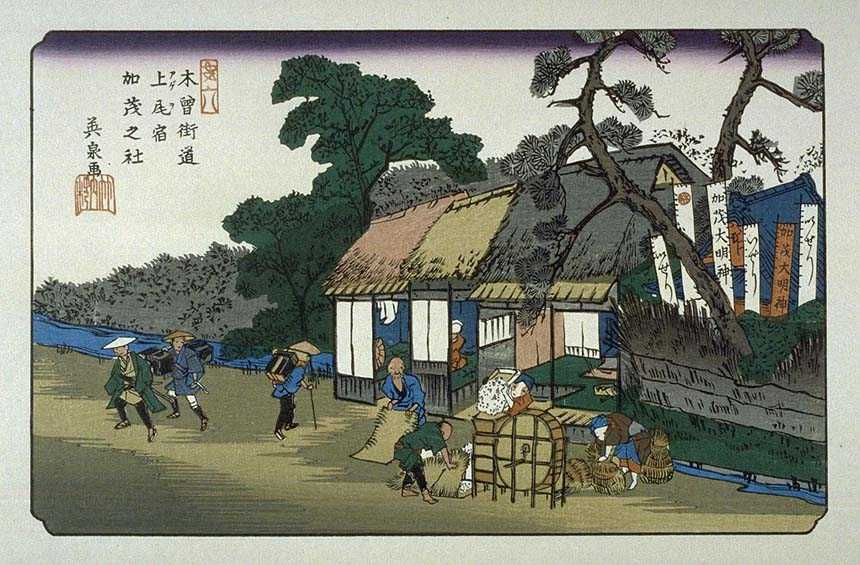
Ageo-shuku, estampe de Keisai Eisen de la série Les Soixante-neuf Stations du Kiso Kaidō.

Ageo-shuku (上尾宿, Ageo-shuku) était la cinquième des  soixante-neuf stations du Nakasendō. Elle est située dans la ville actuelle d'Ageo, préfecture de Saitama au Japon.

## Histoire
Établie à l'origine comme aire de repos pour le clan Go-Hōjō, Ageo-shuku devint une station du Nakasendō en 1603. Bien qu'elle fût relativement petite pour une station du Nakasendō, elle possédait le plus grand honjin après Shiojiri-shuku. Elle disposait par ailleurs de trois honjin secondaires. Il ne reste rien de ces honjin à Ageo mais le sanctuaire actuel de Hikawakuwa est situé au centre de leur ancien emplacement. Le honjin principal se trouvait en face du sanctuaire avec un sanctuaire secondaire de chaque côté. Le troisième bâtiment secondaire est situé juste au sud du sanctuaire.

## Stations voisines
Nakasendō
Ōmiya-shuku – Ageo-shuku – Okegawa-shuku